# (2644) Victor Jara
(2644) Victor Jara (1973 SO2; 1979 HD) ist ein ungefähr vier Kilometer großer Asteroid des inneren Hauptgürtels, der am 22. September 1973 vom russischen (damals: Sowjetunion) Astronomen Nikolai Stepanowitsch Tschernych am Krim-Observatorium (Zweigstelle Nautschnyj) auf der Halbinsel Krim (IAU-Code 095) entdeckt wurde.

## Benennung
(2644) Victor Jara wurde nach dem chilenischen Sänger Víctor Jara (1932–1973) benannt.